# Liste der Biografien/Webb
Liste der Biografien |
Portal Biografien |
Personensuche
# |
A |
B |
C |
D |
E |
F |
G |
H |
I |
J |
K |
L |
M |
N |
O |
P |
Q |
R |
S |
T |
U |
V |
W |
X |
Y |
Z |
?
 
Wa |
Wc |
Wd |
We |
Wh |
Wi |
Wj |
Wl |
Wn |
Wo |
Wr |
Ws |
Wt |
Wu |
Ww |
Wy |
Wz
 
Wea |
Web |
Wec |
Wed |
Wee |
Wef |
Weg |
Weh |
Wei |
Wej |
Wek |
Wel |
Wem |
Wen |
Weo |
Wep |
Wer |
Wes |
Wet |
Weu |
Wev |
Wew |
Wex |
Wey |
Wez
 
Webb |
Webe |
Webh |
Webi |
Webl |
Webn |
Webo |
Webs
Die Liste der Biografien führt alle Personen auf, die in der deutschsprachigen Wikipedia einen Artikel haben. Dieses ist eine Teilliste mit 147 Einträgen von Personen, deren Namen mit den Buchstaben „Webb“ beginnt.

## Webb
- Webb Ellis, William (1806–1872), englischer Geistlicher, angeblicher Erfinder des Rugby
- Webb, Alan (* 1983), US-amerikanischer Triathlet und Mittelstreckenläufer
- Webb, Alex (* 1952), US-amerikanischer Fotograf
- Webb, Alexander Russell (1846–1916), amerikanischer Schriftsteller, Verleger und Konsul der Vereinigten Staaten auf den Philippinen
- Webb, Amy (* 1974), amerikanische Autorin und Hochschullehrerin
- Webb, Andrew, US-amerikanischer Jazztrompeter und Kornettist
- Webb, Aston (1849–1930), englischer Architekt
- Webb, Beatrice (1858–1943), britische Sozialistin und Sozialreformerin
- Webb, Blake (* 1985), US-amerikanischer Theater- und Filmschauspieler
- Webb, Boyd (* 1947), neuseeländisch-englischer Fotograf und Filmregisseur
- Webb, Bresha (* 1984), US-amerikanische Schauspielerin
- Webb, Bronson (* 1983), britischer Schauspieler
- Webb, Catherine (* 1986), britische Autorin
- Webb, Charles (1939–2020), US-amerikanischer Schriftsteller
- Webb, Charles Henry (1834–1905), amerikanischer Erfinder, Schriftsteller, Journalist und Verleger
- Webb, Charles Meer (1830–1895), deutsch-britischer Genremaler der Düsseldorfer Schule
- Webb, Charlotte (1923–2025), britische Mitarbeiterin in Bletchley Park
- Webb, Chick (1905–1939), US-amerikanischer Musiker
- Webb, Chloe (* 1956), US-amerikanische SchauspielerinChloe Webb (* 1956)

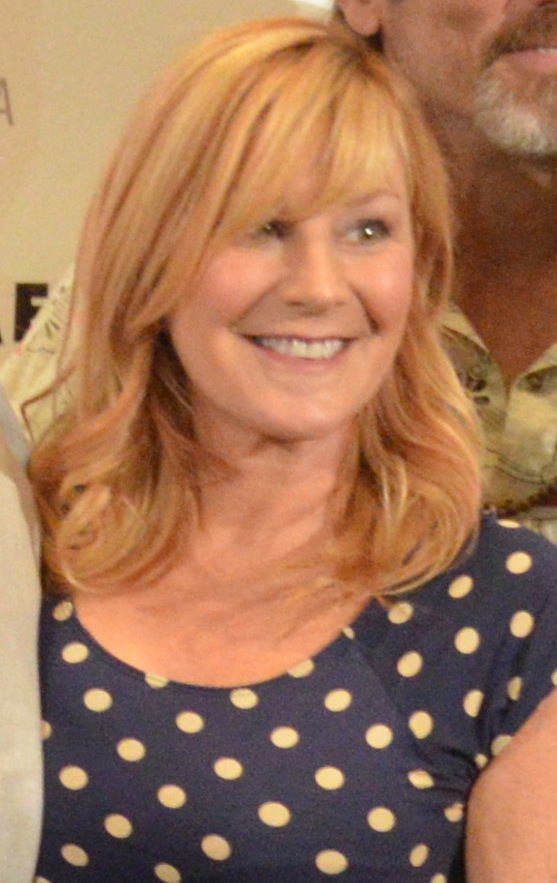
Chloe Webb (* 1956)

- Webb, Clifton (1889–1966), US-amerikanischer Schauspieler
- Webb, Constance (1918–2005), amerikanische Autorin
- Webb, Danny (* 1958), britischer Schauspieler
- Webb, David (* 1946), englischer Fußballspieler und -trainer
- Webb, Davis (* 1995), US-amerikanischer American-Football-Spieler
- Webb, Edwin Y. (1872–1955), US-amerikanischer Jurist und Politiker
- Webb, Elven (1910–1979), britischer Artdirector und Szenenbildner
- Webb, Ernest (1874–1937), britischer Geher
- Webb, Francis William (1836–1906), britischer Eisenbahningenieur
- Webb, G. W. (* 1824), US-amerikanischer Geschäftsmann und Politiker (Demokratische Partei)
- Webb, Gary (1955–2004), US-amerikanischer investigativer Journalist und Publizist
- Webb, George (1917–2010), britischer Jazzmusiker
- Webb, George C., US-amerikanischer Artdirector und Szenenbildner
- Webb, George J. (1803–1887), US-amerikanischer Organist und Komponist
- Webb, Gerald, US-amerikanischer Schauspieler, Synchronsprecher, Filmproduzent und Casting Director
- Webb, Graham (1944–2017), britischer Radrennfahrer
- Webb, Haley (* 1985), US-amerikanische Schauspielerin
- Webb, Hollie (* 1990), britische Feldhockeyspielerin
- Webb, Howard (* 1971), englischer Fußballschiedsrichter
- Webb, Ira (1899–1971), US-amerikanischer Artdirector, Szenenbildner, Regisseur, Filmproduzent und Drehbuchautor
- Webb, J. Watson Jr. (1916–2000), US-amerikanischer Filmeditor und Museumsleiter
- Webb, Jack (1920–1982), US-amerikanischer Filmregisseur, Drehbuchautor, Schauspieler und Produzent
- Webb, James (1946–1980), schottischer Historiker und Kulturwissenschaftler
- Webb, James E., US-amerikanischer Tontechniker
- Webb, James Edwin (1906–1992), US-amerikanischer Raumfahrtfunktionär, zweiter Administrator der NASA (1961–1968)James Edwin Webb (1906–1992)

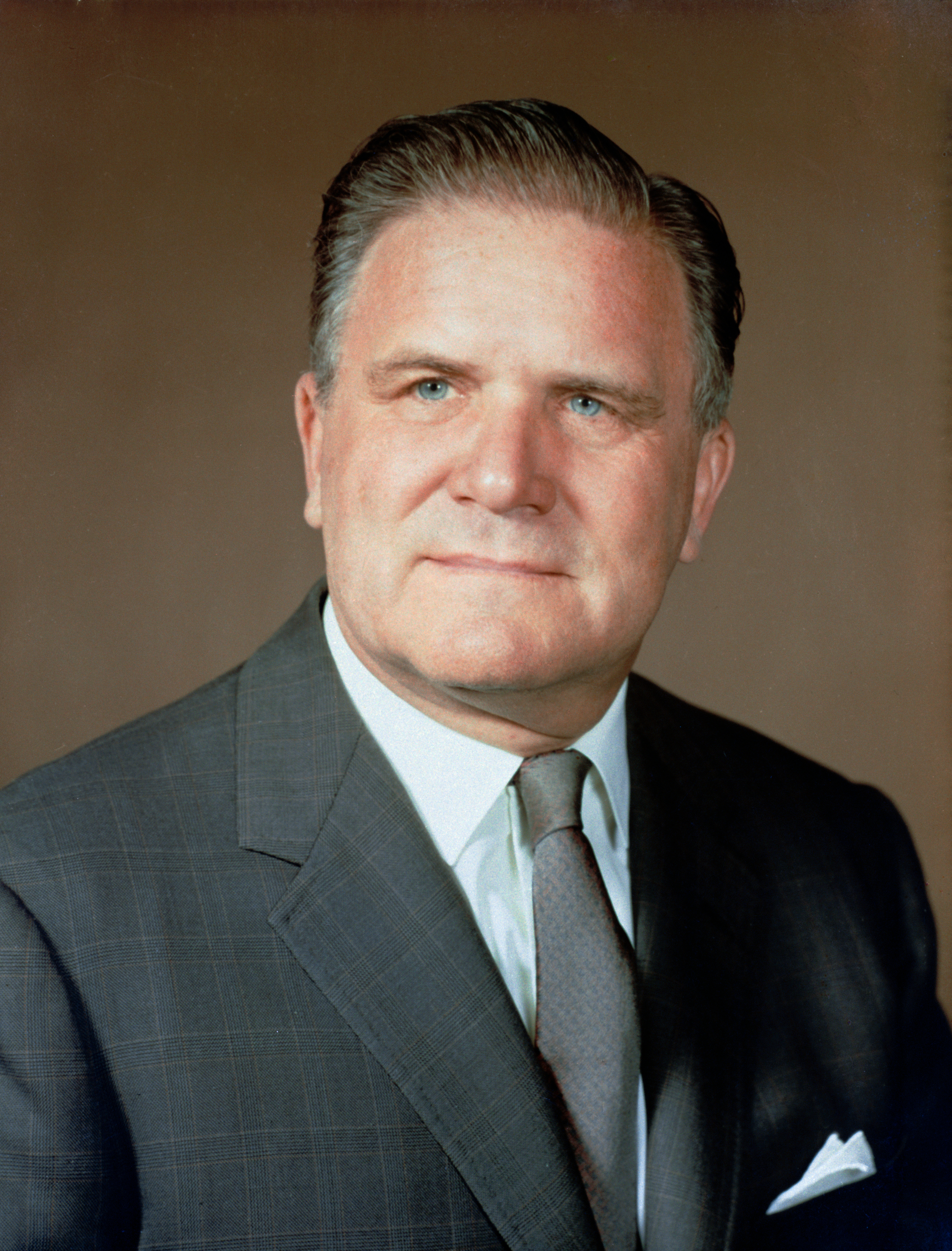
James Edwin Webb (1906–1992)

- Webb, James R. (1909–1974), US-amerikanischer Drehbuchautor
- Webb, Jamie (* 1994), britischer Leichtathlet
- Webb, Jane (1925–2010), US-amerikanische Schauspielerin und Synchronsprecherin
- Webb, Jaylin, US-amerikanischer Kinderdarsteller
- Webb, Jeffrey (* 1964), britischer Fußballfunktionär der Kaimaninseln
- Webb, Jeffrey (* 1998), malaysisch-US-amerikanischer Skirennläufer
- Webb, Jim (* 1946), US-amerikanischer Politiker
- Webb, Jimmy (* 1946), US-amerikanischer Songwriter und KomponistJimmy Webb (* 1946)

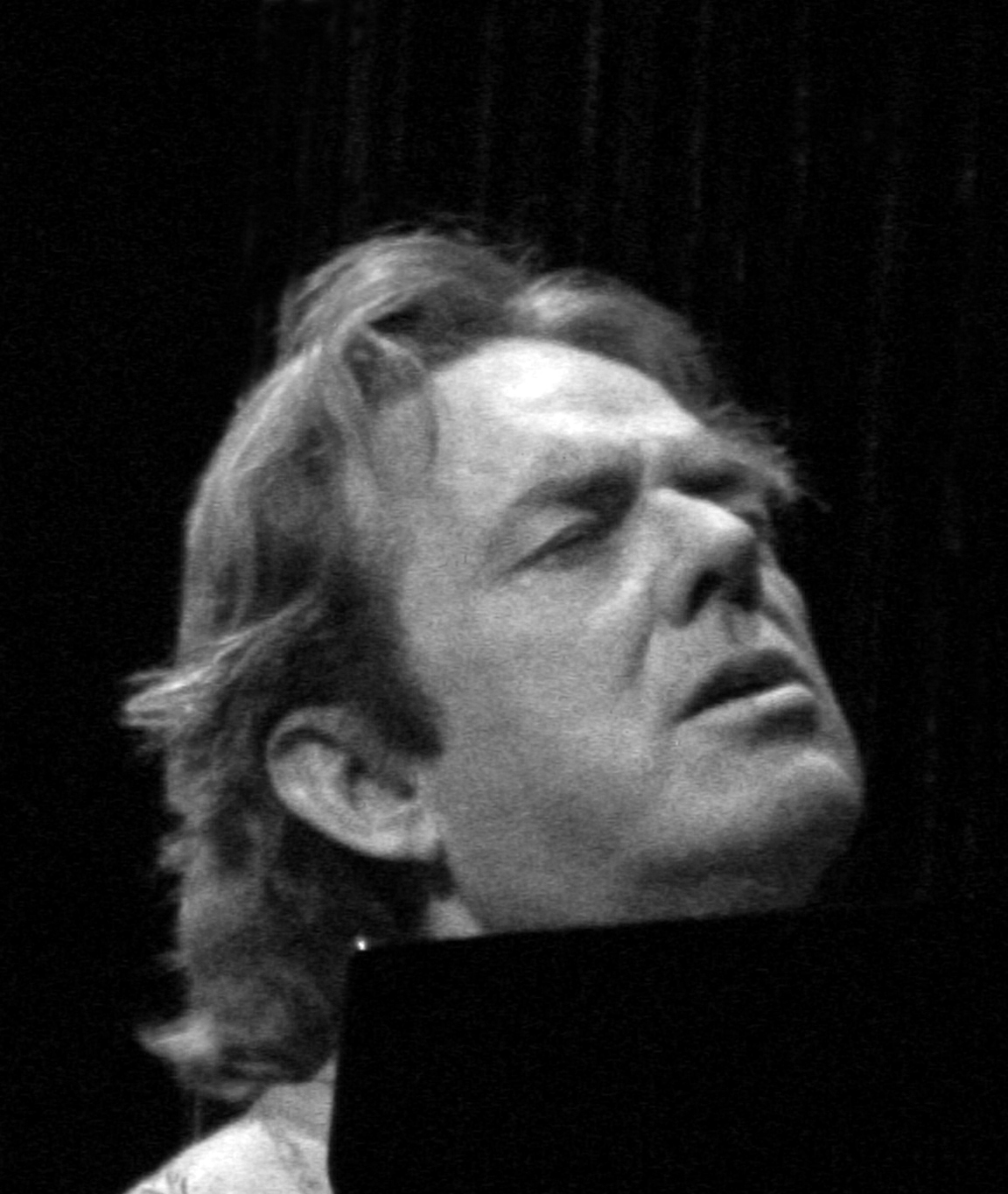
Jimmy Webb (* 1946)

- Webb, Joe (* 1986), US-amerikanischer American-Football-Spieler
- Webb, Joe, britischer Jazzmusiker (Piano, Orgel, Komposition)
- Webb, John (1611–1672), englischer Architekt
- Webb, John (1936–2022), britischer Geher
- Webb, Jordan (* 1981), kanadischer Eishockeyspieler
- Webb, Jordan (* 1988), kanadischer Fußballspieler
- Webb, Karen (* 1971), deutsche Moderatorin
- Webb, Karrie (* 1974), australische Golfsportlerin
- Webb, Katherine (* 1977), britische Schriftstellerin
- Webb, Kathy (* 1950), US-amerikanische Politikerin
- Webb, Marc (* 1974), US-amerikanischer Regisseur
- Webb, Marshall B. (* 1961), US-amerikanischer Generalleutnant (U.S. Air Force)
- Webb, Marti (* 1944), englische Musicalsängerin
- Webb, Marvin, deutscher DJ und Musikproduzent
- Webb, Mary Gladys (1881–1927), englische Schriftstellerin
- Webb, Matthew (1848–1883), britischer LangstreckenschwimmerMatthew Webb (1848–1883)

Matthew Webb (1848–1883)

- Webb, Maurice B. (1926–2021), US-amerikanischer Physiker
- Webb, Mimi (* 2000), britische Popsängerin
- Webb, Neil (* 1963), englischer Fußballspieler
- Webb, Nick (1954–1998), britischer Jazzgitarrist und Komponist im Bereich des Smooth Jazz und New Age
- Webb, Nick (* 1987), britischer Boxer
- Webb, Oliver (* 1991), britischer Automobilrennfahrer
- Webb, Orianna, US-amerikanische Komponistin und Musikpädagogin
- Webb, Paul (* 1947), britischer Dramatiker und Drehbuchautor
- Webb, Paul (* 1962), britischer Musiker, Komponist, Sänger und Songschreiber
- Webb, Philip Barker (1793–1854), englischer Botaniker
- Webb, Philip Speakman (1831–1915), englischer Architekt
- Webb, Richard (1915–1993), US-amerikanischer Schauspieler und Sachbuchautor
- Webb, Richard A. (1946–2016), US-amerikanischer Festkörperphysiker
- Webb, Richard Wilson (1901–1970), britischer Schriftsteller
- Webb, Richelle (* 1971), US-amerikanische Sprinterin
- Webb, Robert (* 1972), britischer Komiker und Schauspieler
- Webb, Robert D. (1903–1990), US-amerikanischer Regieassistent und Filmregisseur
- Webb, Ron (1932–2020), australischer Radrennfahrer, Sportfunktionär und Erbauer von Radrennbahnen
- Webb, Roy (1888–1982), US-amerikanischer Filmkomponist
- Webb, Russell (* 1945), US-amerikanischer Schwimmer und Wasserballspieler
- Webb, Sam (* 1945), US-amerikanischer Politiker
- Webb, Sarah (* 1977), britische Seglerin
- Webb, Shane A. (* 1969), US-amerikanischer Ichthyologe
- Webb, Sharon (1936–2010), US-amerikanische Science-Fiction-Schriftstellerin
- Webb, Sidney, 1. Baron Passfield (1859–1947), britischer Sozialwissenschaftler und Politiker (Labour Party), Mitglied des House of Commons
- Webb, Simon (1949–2005), britischer Schachspieler
- Webb, Speed (1906–1994), US-amerikanischer Jazz-Schlagzeuger und Bigband-Leader
- Webb, Spud (* 1963), US-amerikanischer BasketballspielerSpud Webb (* 1963)

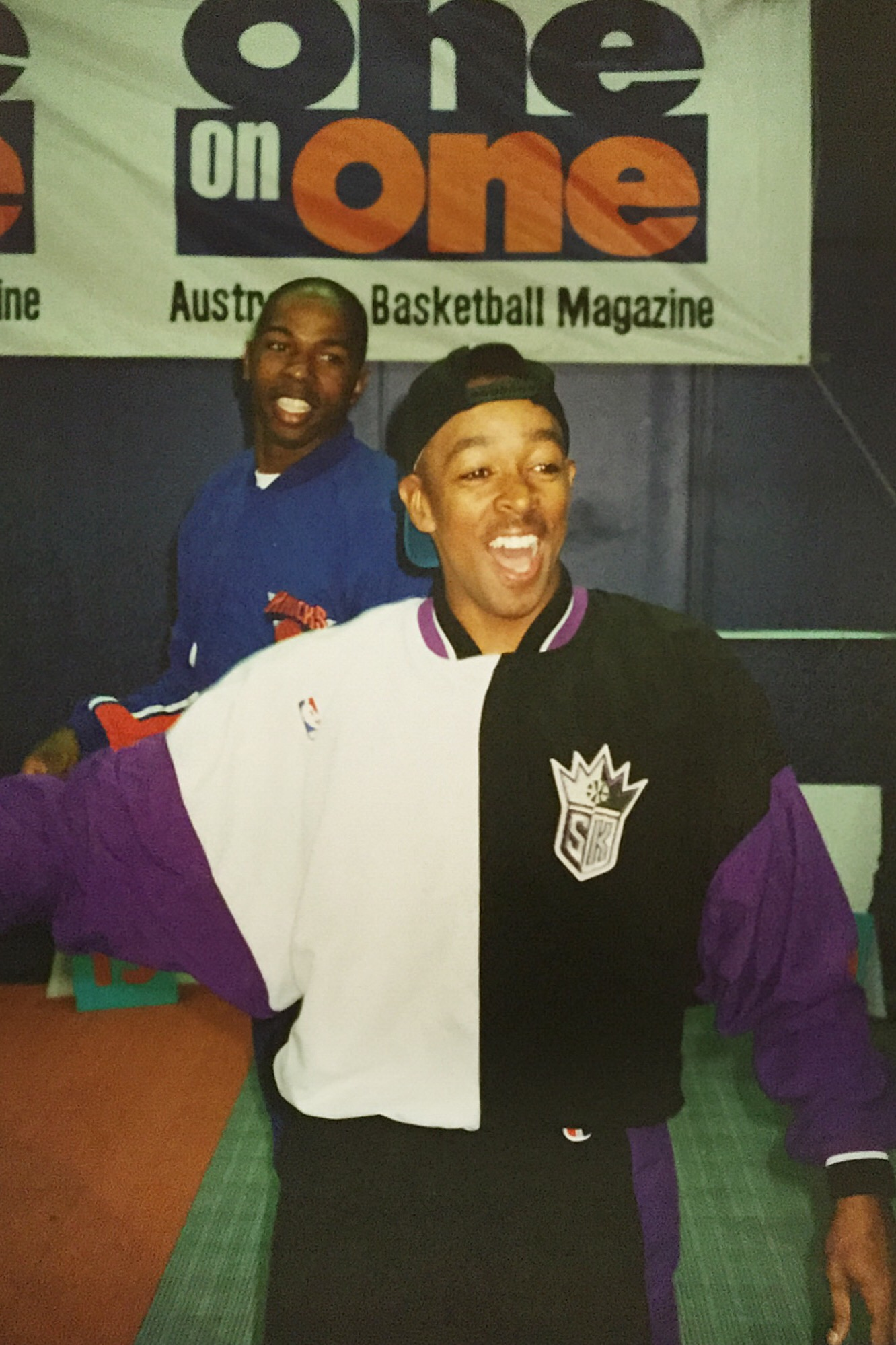
Spud Webb (* 1963)

- Webb, Stan (* 1946), britischer Bluesrock-Gitarrist
- Webb, Stefani (* 2005), australische Tennisspielerin
- Webb, Stephen (* 1963), englischer Physiker und Autor
- Webb, Steve (* 1975), kanadischer Eishockeyspieler
- Webb, Suhaib (* 1972), US-amerikanischer islamischer Missionar und Aktivist
- Webb, Tara, australische Tontechnikerin
- Webb, Thomas Clifton (1889–1962), neuseeländischer Politiker
- Webb, Thomas William (1807–1885), britischer Astronom
- Webb, Timothy James (* 1967), australischer Maler und Bildhauer
- Webb, Tiny, US-amerikanischer R&B- und Jazzmusiker (Gitarre)
- Webb, Todd (1905–2000), US-amerikanischer Fotograf
- Webb, Travis (1910–1990), US-amerikanischer Rennfahrer
- Webb, Vanessa (* 1976), kanadische Tennisspielerin
- Webb, Veronica (* 1965), US-amerikanisches Model, Fernsehmoderatorin, Autorin und Schauspielerin
- Webb, Violet (1915–1999), britische Leichtathletin und Olympiateilnehmerin
- Webb, Walter Prescott (1888–1963), US-amerikanischer Historiker
- Webb, Watt W. (1927–2020), US-amerikanischer Biophysiker
- Webb, William Benning (1825–1896), US-amerikanischer Politiker
- Webb, William F. (1887–1972), australischer Richter, unter anderem Vorsitzender bei den Tokioter Prozessen
- Webb, William Henry (1816–1899), US-amerikanischer Schiffskonstrukteur
- Webb, William L. (1925–2021), US-amerikanischer Offizier, Generalmajor der US-Army
- Webb, William R. (1842–1926), US-amerikanischer Pädagoge und Politiker

### Webba
- Webba, Schweizer Musiker

### Webbe
- Webbe, Claudia (* 1965), britische Politikerin
- Webbe, Simon (* 1979), britischer SängerSimon Webbe (* 1979)

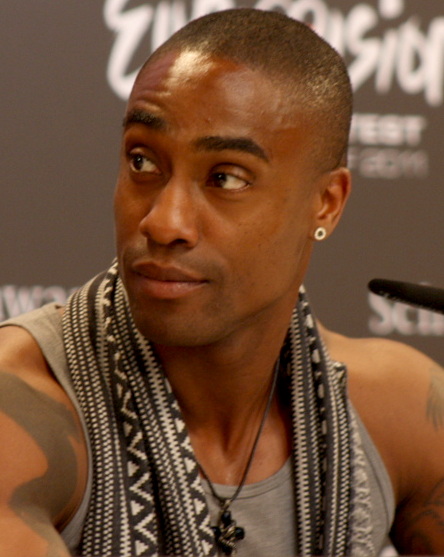
Simon Webbe (* 1979)

- Webbe, William James (1830–1904), englischer Buchillustrator und Maler
- Webber, Amos R. (1852–1948), US-amerikanischer Politiker
- Webber, Angela (1954–2007), australische Autorin, TV-Autorin, Produzentin und Comedian
- Webber, Anna (* 1984), kanadische Jazzmusikerin
- Webber, Bonnie (* 1946), britisch-amerikanische Informatikerin und Hochschullehrerin
- Webber, Bryan (* 1943), britischer Physiker
- Webber, Chris (* 1973), US-amerikanischer Basketballspieler
- Webber, Daniel (* 1988), australischer Schauspieler
- Webber, Dyan (* 1966), US-amerikanische Leichtathletin
- Webber, George (1895–1950), britischer Langstreckenläufer
- Webber, George W. (1825–1900), US-amerikanischer Politiker
- Webber, Henry (1754–1826), englischer Bildhauer und Designer schweizerischer Herkunft
- Webber, Jessica, britische Schauspielerin
- Webber, John (1751–1793), englischer Maler schweizerischer Herkunft
- Webber, John (* 1965), US-amerikanischer Jazzmusiker (Kontrabass)
- Webber, Logan (* 1995), US-amerikanischer Beachvolleyballspieler
- Webber, Mark (* 1964), britischer Politikwissenschaftler
- Webber, Mark (* 1976), australischer AutomobilrennfahrerMark Webber (* 1976)

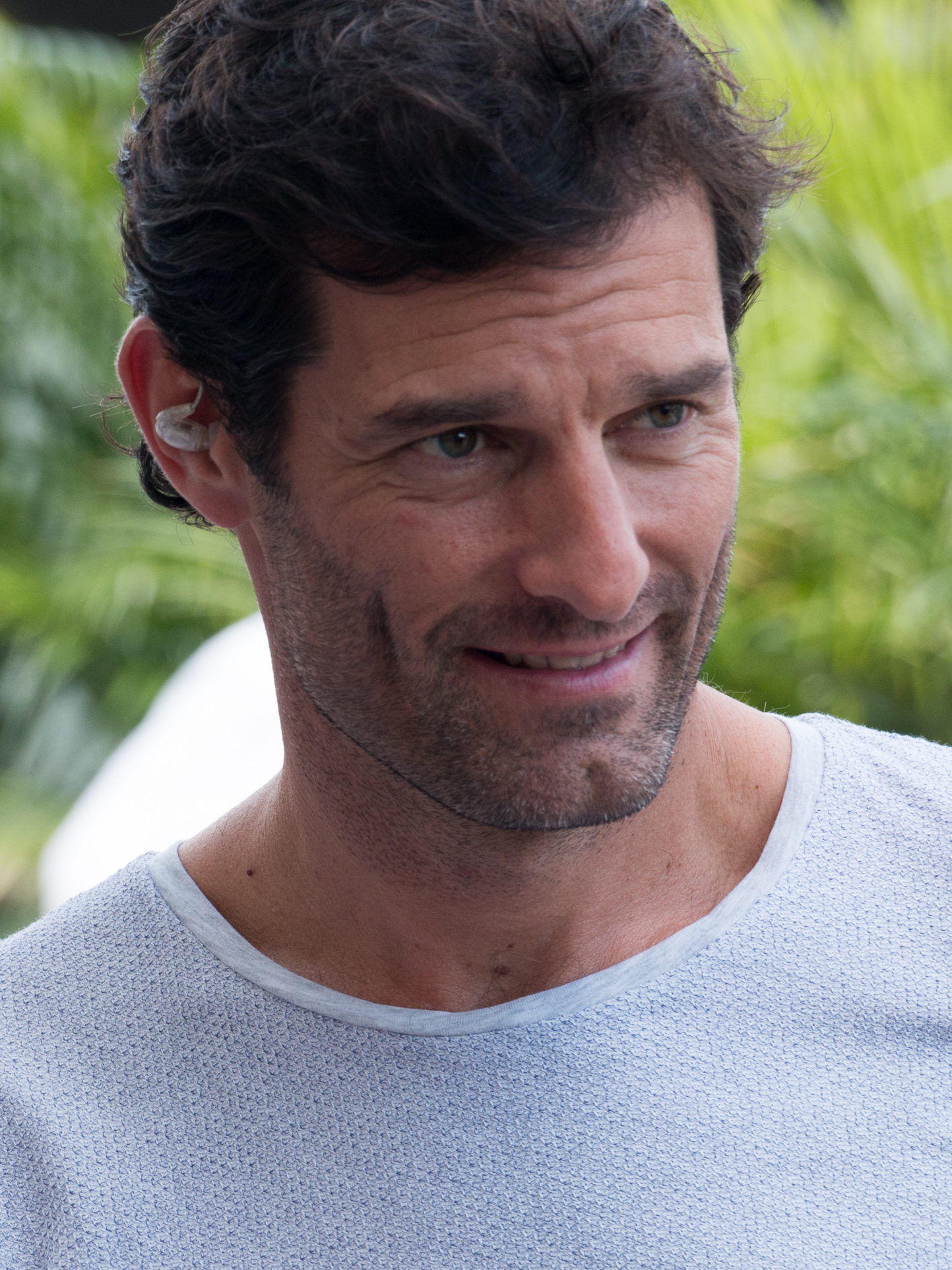
Mark Webber (* 1976)

- Webber, Mark (* 1980), US-amerikanischer Schauspieler, Regisseur und Drehbuchautor
- Webber, Peggy (* 1925), US-amerikanische Schauspielerin und Radioproduzentin
- Webber, Peter (* 1968), britischer Filmregisseur
- Webber, Richard E., US-amerikanischer Offizier, Generalmajor der US Air Force
- Webber, Robert (1924–1989), US-amerikanischer Schauspieler im Theater, Film und Fernsehen
- Webber, Saskia (* 1971), US-amerikanische Fußballspielerin
- Webber, Tim, britischer Filmtechniker
- Webber, Timothy, kanadischer Schauspieler